# Димсам

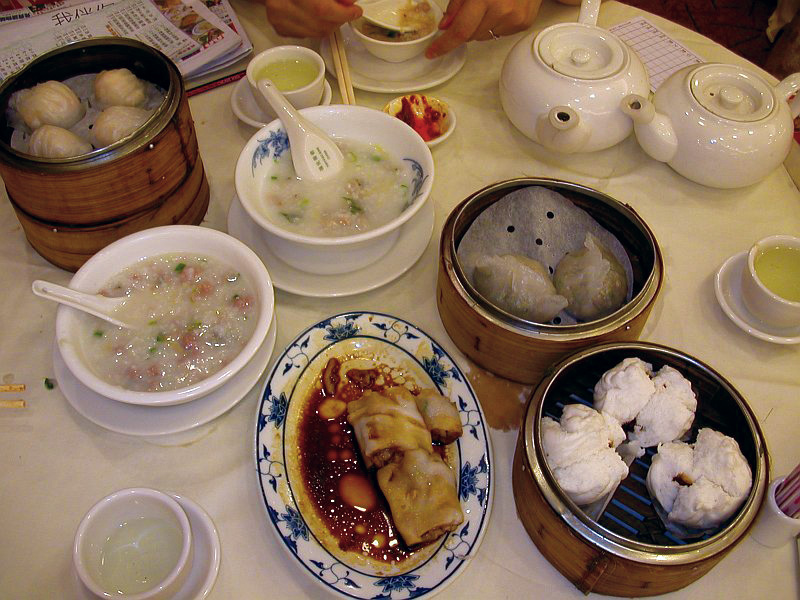
Типичный димсам-завтрак в Гонконге. Слева направо и сверху вниз: креветочные шарики (ха гау), жасминовый чай, курица с овощами, рисовый суп (две чашки с ложками), приготовленная на пару лапша (слева), рисовая лапша с соевым соусом (на тарелке), подогретые на пару булочки со свининой

Димса́м или дяньси́нь (кит. трад. 點心, упр. 点心, пиньинь diǎnxīn, кант. dim2 sam1, что значит «сердечно тронуть», «заказать для сердца») — лёгкие блюда, которые в китайской традиции чаепития подают к чаю пуэр, как правило до обеда. Представляют собой разложенные по нескольким блюдцам небольшие порции десерта, фруктов, овощей либо морепродуктов.
В Южном Китае (Гуандун, Гонконг, Макао) весьма распространены специальные димсамовые ресторанчики, в которых в первой половине дня можно совершить традиционное утреннее чаепитие — «ямча». В некоторых ресторанчиках тележки с блюдцами провозят между столами, так что каждый может взять блюдце с тем видом димсама, который ему больше по вкусу:
- Особые разновидности цзяоцзы и вонтонов с прозрачной кожицей из рисового теста. Выработка такой кожицы — признак мастерства и опыта повара.
- Различные виды баоцзы, начинённые мясом и овощами (чаще всего свиным кантонским шашлыком).
- Рулеты из фучжу и рисовой лапши.
- «Когти феникса» — куриные лапки, обжаренные во фритюре, маринованные в бобовом соусе доучи и затем бланшированные.
- Рис с желтками, грибами и мясом, завернутый в лист лотоса.
- Рисовая каша с различными добавками, включая мясные.
- Пирожки и выпечка, в том числе с начинкой из дайкона и китайского водяного ореха.

В странах китайского мира в последние годы димсам стало возможным приобрести в супермаркетах в качестве полуфабриката. Для его употребления в пищу требуется размораживание и разогрев в микроволновой печи. В связи с этим гонконгские власти обращают внимание потребителей на то, что не всякий димсам полезен для здоровья. Не следует злоупотреблять блюдами с повышенным содержанием жиров либо натрия.